# ムスタファ・ベリャロフ
ムスタファ・オスマノヴィチ・ベリャロフ (ラテン文字:Mustafa Osmanovich Belyalov、ロシア語: Мустафа Османович Белялов、1957年6月4日 - ) は、ウズベキスタン出身の元プロサッカー選手である。現役時代のポジションはセンターバック。

## キャリア
ベリャロフはそのキャリアの多くをウズベキスタンのパフタコール・タシュケントやヌラフシャン・ブハラで過ごしたが、ソビエト連邦サッカーリーグのネフチ・バクー、パミール・ドゥシャンベ、SKAリヴィウといったクラブでもプレーした。キャリアの最晩年はマレーシアサッカーリーグのペラFAでもプレーした。

## ウズベキスタン代表
ベリャロフはサッカーウズベキスタン代表に1992年に招集され、ソビエト連邦から独立した中央アジアの国同士で争われた中央アジアカップの試合7試合に出場した。

## 獲得タイトル
- ウズベキスタン年間最優秀サッカー選手賞 3位:1992[2]

## プライベート
ベリャロフは1994年、マレーシアサッカーリーグにおいて発生した八百長の参考人としてマレーシア警察に連行されたことがある。